# Ole Ring
Ole Ring (* 6. August 1902 in Baldersbrønde; † 2. Mai 1972 in Køge) war ein dänischer Maler.

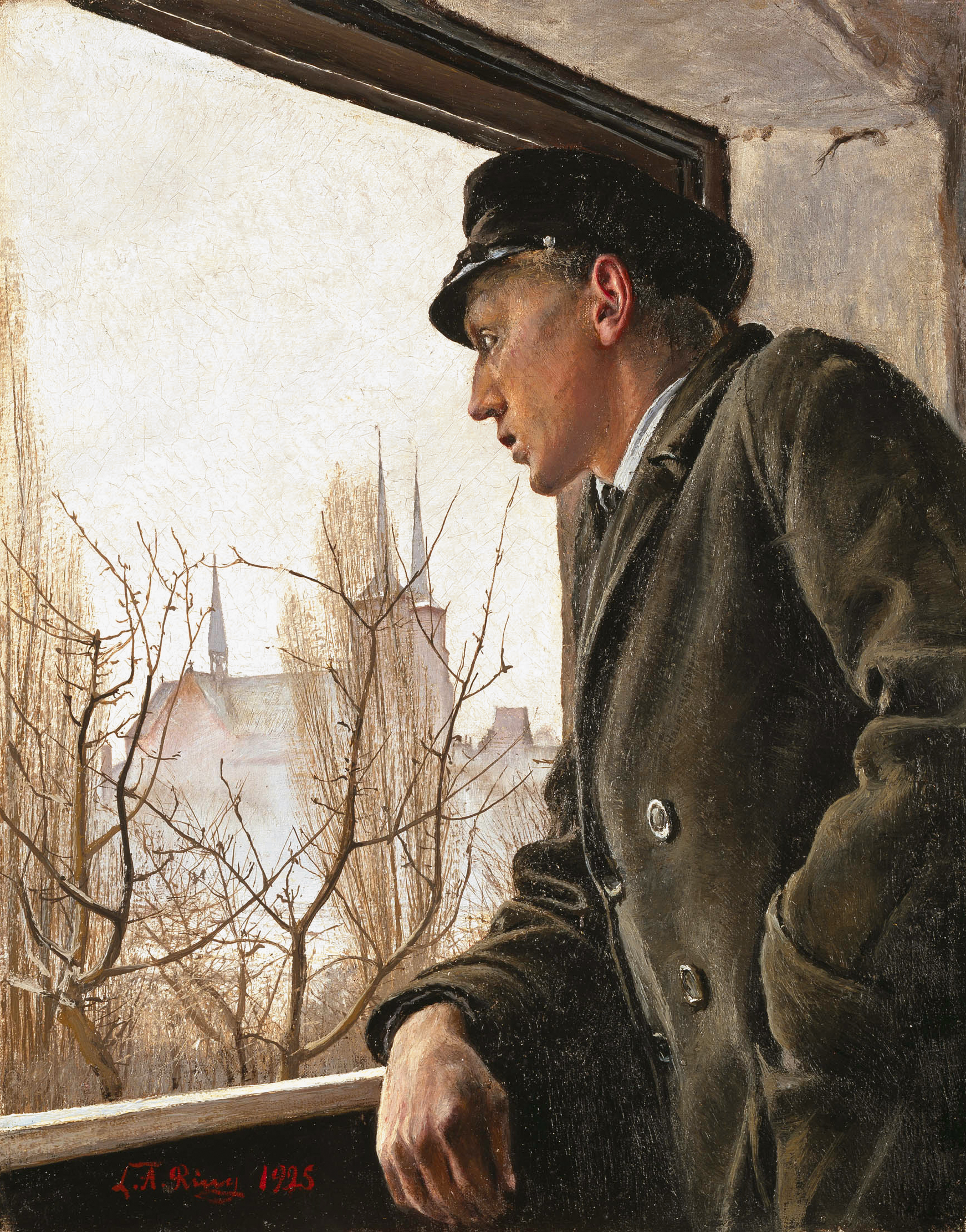
Ole Ring looks over Roskilde, by Laurits Andersen Ring

## Leben
Ole Ring gehörte einer dänischen Künstlerfamilie an: Der Vater, Laurits Andersen Ring (1854–1933), war Maler, die Mutter, Sigrid Andersen, geborene Kähler (1874–1923), Keramikerin. Der Bruder Herman Anders Ring (1900–1948) betätigte sich als Kunstschmied, die Schwester Ghita Johanne (1899–1948), verheiratet mit dem Bildhauer und Maler Hans Hempel (1888–1963), war ebenfalls Malerin. Seine Ausbildung erhielt Ole Ring im Wesentlichen durch seinen Vater, dessen künstlerische Auffassung er in der Wahl der Motive und im Detail der Ausdrucksformen reflektierte. Er war einer der letzten Vertreter der Landschaftsmalerei in der Tradition des dänischen „goldenen Zeitalters der Malerei“ des 19. Jahrhunderts.
Ole Ring reiste 1921 nach Österreich und 1925 nach Frankreich. Bis 1929 war er in Roskilde, 1930 bis 1934 in Køge, 1934 bis 1939 in Kopenhagen, 1939 bis 1946 (mit Ehefrau Grete) in Præstø und danach in Ringsted tätig. Er heiratete 1927 in Roskilde in erster Ehe Christence Vinther Pedersen (* 1903); die Ehe wurde 1935 geschieden. In zweiter Ehe heiratete er 1935 in Køge die Malerstochter Grete Fuglsang Østed (* 1906). 1972 nahm er sich in Køge das Leben und wurde dort in einem Sammelgrab beigesetzt.

## Werkauswahl
- Vinteraften ved Roskilde: ausgestellt 1926
- Strandszene von Liseleje, 34 × 49 cm, 1930
- Parti fra Køge Havn, 35 × 48 cm, 1930
- Broen over Køge å 31 × 43 cm, 1932
- Straßenansicht in Roskilde, 36,5 × 30,5 cm, 1933
- Ansicht der Kathedrale von Roskilde, 45 × 56 cm, 1933
- Wintertag am Frederiksholms Kanal in Kopenhagen, 55 × 73 cm, 1938
- Winterlandschaft mit zwei Bauernhäusern, 19 × 31 cm, 1942
- Klarer Frühlingstag auf dem Lande, 76 × 120 cm, 1944
- Dorfstraße mit Pferdegespann, 20 × 31 cm, 1948
- Hafenansicht bei Nakskov, 51 × 59 cm
- Brogade mit Køge-Fluss, 32 × 43 cm
- Blick von Vallø Strand auf Køge, 62,5 × 95 cm

## Ausstellungen
- 1926 Charlottenborg
- 1929 Toronto
- 1932 Roskilde (mit Laurits Andersen Ring)

## Bildnis
- Hans Hempel: Porträtbüste Ole Ring, Bronze, 1925 (ausgestellt 2007 in Præstø)
- Laurits Andersen Ring: Ved vinduet. Ole Ring, 1925: Charlottenlund, Ordrupgaard Museum
- Laurits Andersen Ring: Sønnen Ole kigger ud af vinduet 1930: Randers Kunstmuseum